# Joseph Warren
Joseph Warren, född 11 juni 1741 i Roxbury, Massachusetts, död 17 juni 1775, var en nordamerikansk politiker.
Warren blev 1764 praktiserande läkare i Boston, tog i samverkan med Samuel Adams och John Adams livlig del i den politiska agitationen mot engelska regeringen efter stämpelakten och var från 1772 jämte Samuel Adams ledare för Bostons första korrespondenskommitté med koloniernas lösgörande från brittiska riket som mål. Warren formulerade september 1774 de så kallade Suffolkbesluten, som förordade i nödfall även väpnat motstånd mot regeringen. Han var ledamot av de första tre provinskongresserna (1774–75) och den tredjes president, blev 14 juni 1775 utsedd till generalmajor vid Massachusetts armé och stupade tre dagar därefter som frivillig i slaget vid Bunker Hill. Warren var berömd som politisk vältalare och närmast efter Samuel och John Adams den inflytelserikaste whigledaren i Massachusetts.